# دهه ۱۰۵۰ (میلادی)
دهه ۱۰۵۰ صد و پنجمین دهه تقویم میلادی است.

## درگذشتگان
‎